# Севен Мајл (Охајо)
Севен Мајл (енгл. Seven Mile) град је у америчкој савезној држави Охајо.

## Демографија
По попису из 2010. године број становника је 751, што је 73 (10,8%) становника више него 2000. године.
| Група             | 2000.       | 2010.       |
| Белци             | 663 (97,8%) | 729 (97,1%) |
| Афроамериканци    | 2 (0,3%)    | 1 (0,1%)    |
| Азијати           | 5 (0,7%)    | 2 (0,3%)    |
| Хиспаноамериканци | 5 (0,7%)    | 10 (1,3%)   |
| Укупно            | 678         | 751         |